# Kelmelis Hills
Kelmelis Hills är en kulle i Antarktis. Den ligger i Östantarktis. Nya Zeeland gör anspråk på området. Toppen på Kelmelis Hills är 1 070 meter över havet, eller 173 meter över den omgivande terrängen. Bredden vid basen är 2,8 km.
Terrängen runt Kelmelis Hills är huvudsakligen kuperad, men åt nordväst är den platt. Trakten är obefolkad. Det finns inga samhällen i närheten. 